# Tatijana
Tatijana je žensko osebno ime

## Izvor imena
Ime Tatijana je izpeljanka iz ruskega imena Tatjana

## Pogostost imena
Po podatkih Statističnega urada Republike Slovenije je bilo na dan 31. decembra 2007 v Sloveniji 22 oseb z imenom Tatijana.

## Osebni praznik
V koledarju je ime Tatijane uvrščeno k imenu Tatjana, god - praznujejo 12. januarja.